# Platycarpum rhododactylum
Platycarpum rhododactylum är en måreväxtart som beskrevs av Robert Everard Woodson och Julian Alfred Steyermark. Platycarpum rhododactylum ingår i släktet Platycarpum och familjen måreväxter. Inga underarter finns listade i Catalogue of Life.